# Antoniwka (Pryluky)
Antoniwka (ukrainisch Антонівка; russisch Антоновка Antonowka) ist ein Dorf im Süden der ukrainischen Oblast Tschernihiw mit etwa 360 Einwohnern (2025).

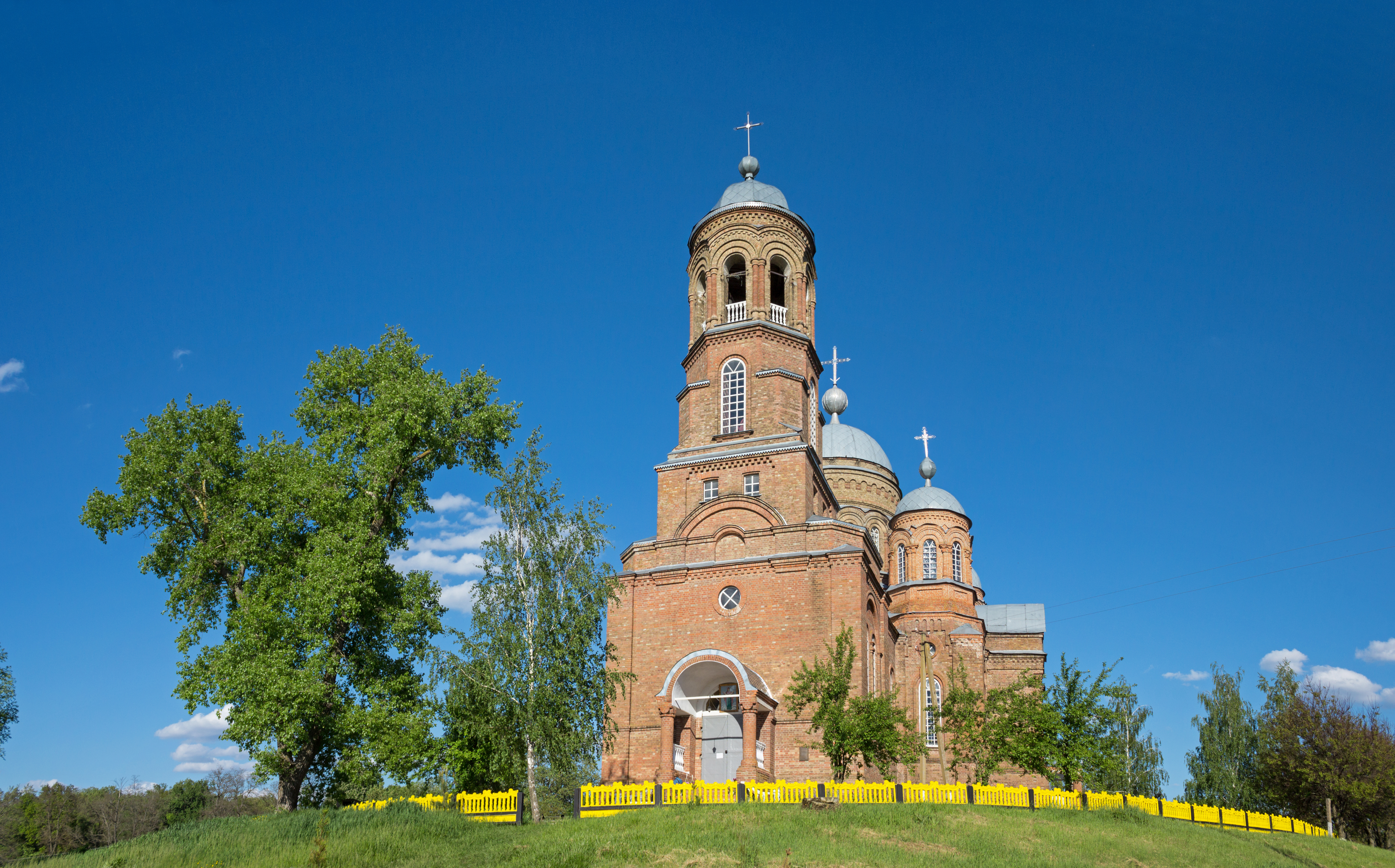
Kirche im Ort

Das Mitte des 17. Jahrhunderts gegründete Dorf wurde Ende des 18. Jahrhunderts unter der russischen Kaiserin Katharina II. Eigentum der Familie Tarnowskyj.
Das Dorf liegt nahe der Grenze zur Oblast Poltawa am linken Ufer des Udaj, einem rechten Nebenfluss der Sula, 26 km südwestlich vom ehemaligen Rajonzentrum Warwa und 190 km südöstlich vom Oblastzentrum Tschernihiw.
Am 12. Juni 2020 wurde das Dorf ein Teil der Siedlungsgemeinde Warwa, bis dahin bildete es die gleichnamige Landratsgemeinde Antoniwka (Антонівська сільська рада/Antoniwska silska rada) im Süden des Rajons Warwa.
Am 17. Juli 2020 kam es im Zuge einer großen Rajonsreform zum Anschluss des Rajonsgebietes an den Rajon Pryluky.

## Söhne und Töchter der Ortschaft
- Wassyl Tarnowskyj junior (1838–1899), ukrainischer Mäzen und sozialer und kultureller Aktivist
- Wassyl Tarnowskyj senior (1810–1866), ukrainischer Ethnograf und Rechtshistoriker